# Télescope OGS
Le télescope OGS (ESA Optical Ground Station, OGS Telescope ou ESA Space Debris Telescope) est la station optique au sol de l'Agence spatiale européenne (ESA) située à l'observatoire du Teide sur l'île de Tenerife en Espagne, construite pour l'observation des débris spatiaux. OGS fait partie de l'expérience Artemis et est géré par l'IAC (Institut d'astrophysique des Canaries) et Ataman Science S.L.U.
Le télescope est un télescope Ritchey-Chrétien coudé de 1 mètre de diamètre avec un angle de vue de 0,7 degré, supporté par une monture construite au Royaume-Uni et installé dans un dôme de 12,5 mètres de diamètre. Ses utilisations principales sont : 
1. être la station optique au sol du satellite de télécommunications géostationnaire Artemis (le projet duquel le télescope tire son nom),
2. réaliser la surveillance de débris spatiaux situés sur différentes orbites autour de la Terre,
3. tester des stratégies d'observation d'objets géocroiseurs dans le cadre du programme Space Situational Awareness de l'ESA,
4. faire des observations d'astronomie scientifique nocturnes.

Il est équipé d'une caméra CCD mosaïque de 4k×4k pixels à refroidissement cryogénique. Le seuil de détection se situe entre la 19e et la 21e magnitude, ce qui correspond à la capacité de détecter des débris spatiaux, objets aussi petits que 10 cm dans l'anneau géostationnaire. Comme une importante partie du temps d'observation est consacrée à la surveillance des débris spatiaux, en particulier l'observation de débris spatiaux en orbites géostationnaires et en orbites de transfert géostationnaires, le terme ESA Space Debris Telescope est utilisé assez fréquemment. La surveillance des débris spatiaux est effectuée chaque mois, centrée sur la période de la nouvelle lune.
Depuis 2006, le télescope est également utilisé comme station réceptrice pour des expériences de communication quantique (telles que des tests des inégalités de Bell, la cryptographie quantique et la téléportation quantique), la station émettrice étant située à 143 km de distance à l'observatoire de l'île de La Palma. Ceci est possible car le télescope OGS peut être incliné presque jusqu'à l'horizontale pour viser la station de La Palma, ce que la plupart des grands télescopes astronomiques ne peuvent faire.

## Liste d'astéroïdes découverts
EAS OGS est crédité par le Centre des planètes mineures de la découverte de 57 astéroïdes numérotés entre 2009 et 2014, qui sont :
| (231609) 2009 RV     | 10 septembre 2009  |
| (241554) 2010 FA93   | 23 mars 2010       |
| (246849) 2010 FB48   | 22 mars 2010       |
| (251626) 2010 FM53   | 22 mars 2010       |
| (257422) 2010 FR47   | 22 mars 2010       |
| (257423) 2010 FM48   | 22 mars 2010       |
| (284891) Kona        | 13 septembre 2009  |
| (296587) 2009 RA26   | 13 septembre 2009  |
| (297005) Ellirichter | 22 mars 2010       |
| (301679) 2010 FA48   | 22 mars 2010       |
| (312714) 2010 RR3    | 1er septembre 2010 |
| (321480) 2009 RZ69   | 10 septembre 2009  |
| (321810) 2010 RK4    | 1er septembre 2010 |
| (325476) 2009 RY     | 10 septembre 2009  |
| (325791) 2010 RX4    | 1er septembre 2010 |
| (330873) 2009 RQ1    | 10 septembre 2009  |
| (332706) Karlheidlas | 13 septembre 2009  |
| (343557) 2010 FX47   | 22 mars 2010       |
| (343577) 2010 FF88   | 22 mars 2010       |
| (347299) 2011 OA28   | 1er juin 2011      |
| (356298) 2010 FT47   | 22 mars 2010       |
| (362429) 2010 RU4    | 1er septembre 2010 |
| (365291) 2009 RO26   | 13 septembre 2009  |
| (368098) 2013 BP70   | 6 juin 2010        |
| (369284) 2009 RQ26   | 13 septembre 2009  |
| (381725) 2009 RP5    | 13 septembre 2009  |
| (386618) 2009 RD26   | 13 septembre 2009  |
| (398163) 2010 FS47   | 22 mars 2010       |
| (403532) 2010 FG88   | 22 mars 2010       |
| (419562) 2010 RF5    | 1er septembre 2010 |
| (420779) Świdwin     | 11 avril 2013      |
| (436317) 2010 FP47   | 22 mars 2010       |
| (438881) 2009 RD28   | 10 septembre 2009  |
| (457818) 2009 RB58   | 10 septembre 2009  |
| (463362) 2012 TB30   | 15 septembre 2012  |
| (481993) 2009 RO27   | 13 septembre 2009  |
| (482129) 2010 RC5    | 1er septembre 2010 |